# Festival di Berlino 1962

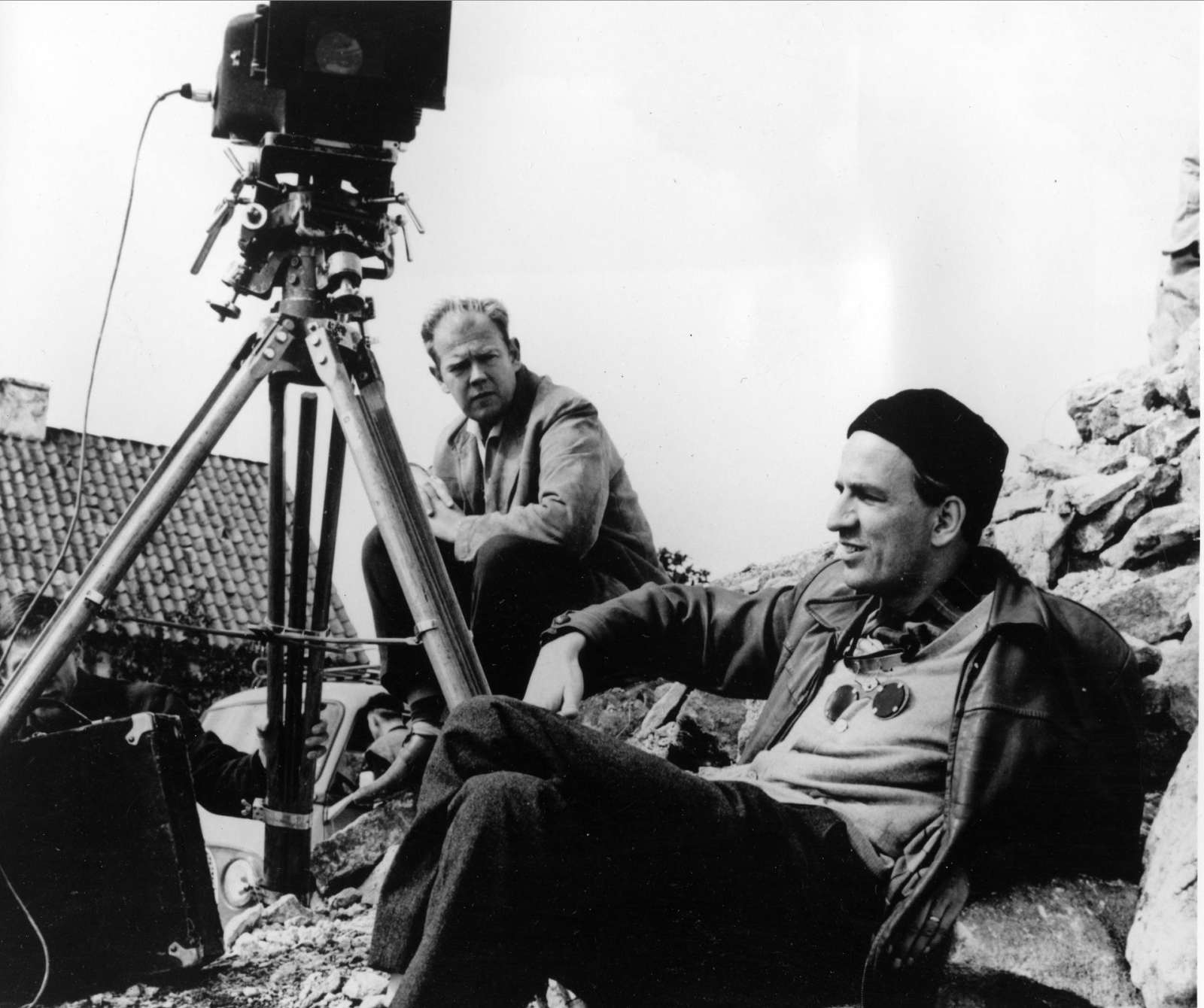
Ingmar Bergman durante la lavorazione di Come in uno specchio, vincitore del premio OCIC.

La 12ª edizione del Festival internazionale del cinema di Berlino si è svolta a Berlino dal 22 giugno al 3 luglio 1962, con lo Zoo Palast come sede principale. Direttore del festival è stato per il dodicesimo anno Alfred Bauer.
L'Orso d'oro è stato assegnato al film britannico Una maniera d'amare di John Schlesinger.
Le retrospettive di questa edizione sono state dedicate all'attrice Asta Nielsen e ai registi Georg Wilhelm Pabst e Ingmar Bergman.

## Storia
(Dieter Hildebrandt, Frankfurter Allgemeine Zeitung, 5 luglio 1962)
Il livello della Berlinale del 1962 fu da molti considerato uno dei più bassi degli ultimi anni, sia dal punto di vista del programma sia per le presenze di pubblico, in notevole calo soprattutto per la mancanza di visitatori della Germania Est dopo la costruzione del muro che aveva diviso in due la città.

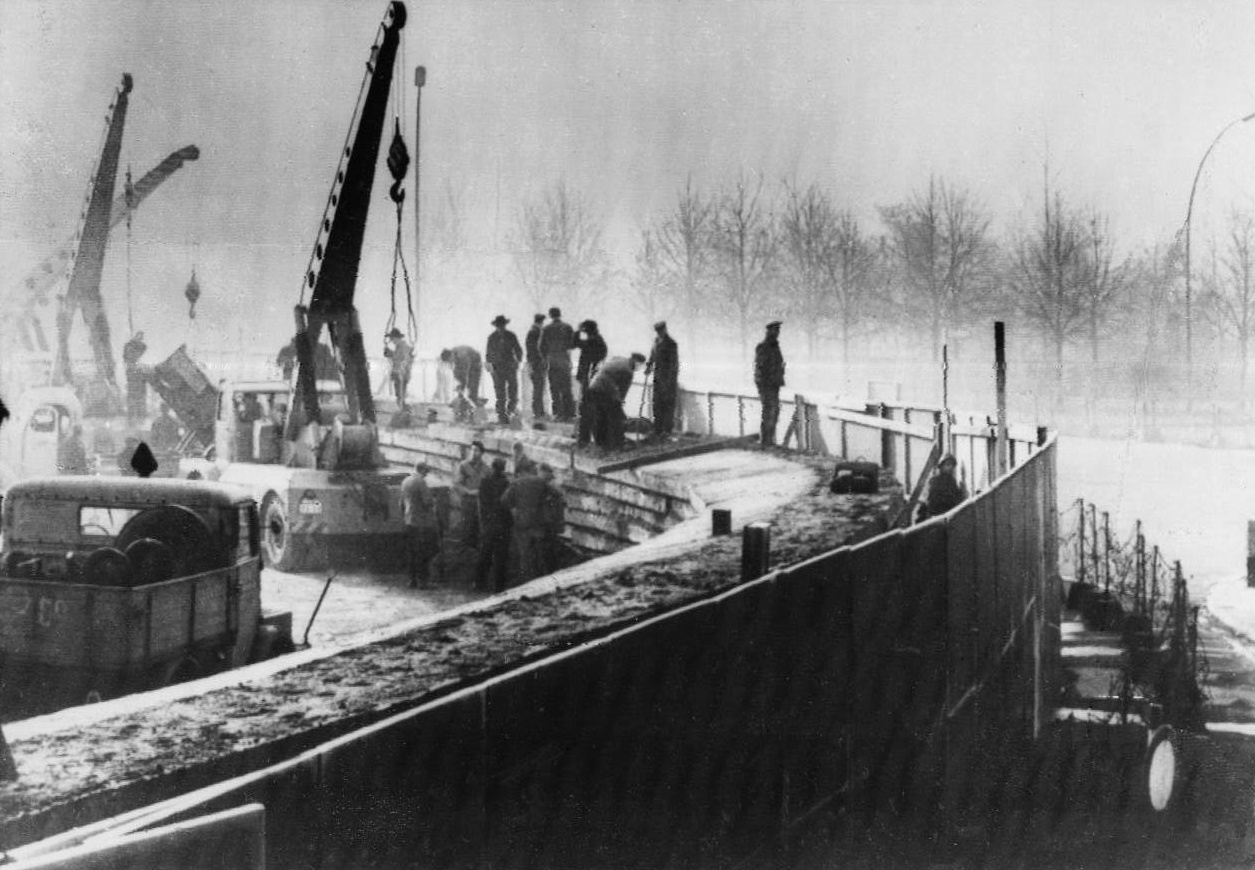
La costruzione del muro di Berlino nell'agosto 1961.

La delicata situazione politica aveva portato il Senato di Berlino addirittura a valutare se fosse opportuno e politicamente giustificabile tenere la 12ª edizione del festival. Fu però deciso di non interrompere i preparativi e il 22 giugno 1962 si tenne la cerimonia di inaugurazione. Il sindaco Willy Brandt dichiarò in seguito: «Devo ammettere che sono tra coloro che avevano paura, il 13 agosto 1961, che le strade di Berlino potessero diventare un teatro di guerra, e che fossero necessarie considerazioni molto attente in mezzo all'indignazione che sorse in noi tutti in quel momento, e la responsabilità che si doveva sopportare per questa città, per questo popolo e per la pace nel mondo».
Numerose critiche vennero sollevate anche circa la scarsa presenza di star internazionali (tra i pochi, Tony Curtis, Shirley MacLaine e James Stewart) ma soprattutto per la bassa qualità dei film in programma. Per la Germania Ovest, la commissione di selezione si trovò a dover scegliere tra quattro film. Alla fine furono accettati La rossa di Helmut Käutner e Ohne Datum di Ottomar Domnick, mentre furono scartati Die Rebellion di Wolfgang Staudte e Genosse Münchhausen di Wolfgang Neuss.
La discussione interna continuò a concentrarsi sul processo di selezione dei film e nonostante il budget fosse piuttosto limitato, il direttore Alfred Bauer volle visionare in anticipo i contributi proposti in modo da influenzare il numero di pellicole provenienti dai diversi Paesi. La maggior parte della critica rilevò comunque che la qualità era così scarsa da non poter essere imputata solo a problemi finanziari. Solo Una maniera d'amare di Schlesinger, Salvatore Giuliano di Francesco Rosi e Come in uno specchio di Ingmar Bergman dettero la sensazione di qualcosa dal valore duraturo.
Anche se la dubbia qualità del programma poteva riflettere una generale crisi del cinema, in molti misero in dubbio la competenza della commissione di selezione. Se il giornalista Hans Borgelt trovò parole di incoraggiamento in un articolo del 5 agosto su Der Tagesspiegel («un anno povero non è motivo di rassegnazione»), il commento di Manfred Delling su Die Welt fu molto più pragmatico: «Avere più soldi è sempre positivo, ma non è detto che risolva le questioni di natura artistica: in questo caso, un aumento del budget non significa [...] che lo standard del festival migliorerà di conseguenza. Non è importante solo essere in grado di viaggiare, la domanda più importante è: chi viaggia? Ci era stato assicurato oltre ogni dubbio che i film di quest'anno erano considerati dalla commissione di selezione di altissima qualità ed erano stati invitati per questo motivo, tuttavia si sono rivelate delle piccole catastrofi: questo sembra essere un problema più serio che un budget sottodimensionato».
Anche il critico Friedrich Luft trasse conclusioni radicali dal programma del festival e suggerì alla Berlinale di rinunciare allo "status A", che dal 1956 la riconosceva come manifestazione competitiva e che considerava più un peso che un vantaggio. L'argomento secondo cui tale rinuncia avrebbe reso possibile una selezione dei film meno ristretta da vincoli ritenuti "indebiti" sarebbe stato affrontato nei dibattiti più volte negli anni a venire, ma né il Senato di Berlino né Bauer erano pronti a rinunciare a qualcosa per cui avevano duramente combattuto.
Il senso di disillusione con cui si concluse il festival del 1962 si sarebbe rivelato solo l'inizio di un cambiamento irreversibile. Il 28 febbraio 1962 a Oberhausen, in occasione dell'ottavo Internationale Kurzfilmtage ventisei giovani registi tra cui Edgar Reitz e Volker Schlöndorff avevano pubblicato una dichiarazione che denunciava i modelli ormai desueti del cinema tedesco e la crisi delle risorse finanziarie e dell'afflusso di pubblico nelle sale, auspicando la nascita di un nuovo cinema libero da condizionamenti commerciali, culturali ed estetici. Nel giro di pochi anni, il cosiddetto Manifesto di Oberhausen avrebbe segnato la nascita del Nuovo cinema tedesco.

## Giurie

### Giuria internazionale
- King Vidor, regista, sceneggiatore e produttore (Stati Uniti) - Presidente di giuria[9]
- Dolores del Río, attrice (Messico)
- Max Gammeter, presidente della Filmgilde Biel (Svizzera)
- Hideo Kikumori, critico cinematografico (Giappone)
- André Michel, regista e sceneggiatore (Francia)
- Emeric Pressburger, regista, sceneggiatore e produttore (Regno Unito)
- Jürgen Schildt, critico cinematografico (Svezia)
- Günther Stapenhorst, produttore (Germania Ovest)
- Bruno E. Werner, scrittore e critico d'arte (Germania Ovest)

### Giuria "Documentari e cortometraggi"
- Olavi Linnus, scrittrice e sceneggiatrice (Finlandia) - Presidente di giuria[9]
- Dorothy Macpherson (Canada)
- Abdellah Masbahi, regista (Marocco)
- Karl-Otto Alberty, attore (Germania Ovest)
- Pia Maria Plechl, giornalista e scrittrice (Austria)
- Fridolin Schmid, produttore e regista del Film and Picture Institute di Monaco di Baviera (Germania Ovest)
- A.L. Srinivasan, produttore (India)

## Selezione ufficiale
- L'amore a vent'anni (L'amour à vingt ans), film collettivo (Francia, Italia, Germania Ovest, Polonia, Giappone)
- L'autunno della famiglia Kohayagawa (Kohayagawa-ke no aki), regia di Yasujirō Ozu (Giappone)
- Badai-Selatan, regia di Sofia W.D. (Indonesia)
- Bajo un mismo rostro, regia di Daniel Tinayre (Argentina, Messico)
- La bellezza di Ippolita, regia di Giancarlo Zagni (Italia, Francia)
- Come in uno specchio (Såsom i en spegel), regia di Ingmar Bergman (Svezia)
- Donnez-moi dix hommes désespérés, regia di Pierre Zimmer (Francia, Israele)
- Duellen, regia di Knud Leif Thomsen (Danimarca)
- Hum Dono, regia di Amarjeet (India)
- I saengmyeong dahadorok, regia di Shin Sang-ok (Corea del Sud)
- Il y a un train toutes les heures, regia di André Cavens (Belgio)
- I malfattori (Los atracadores), regia di Francisco Rovira Beleta (Spagna)
- Una maniera d'amare (A Kind of Loving), regia di John Schlesinger (Regno Unito)
- Mitasareta seikatsu, regia di Susumu Hani (Giappone)
- Mister Hobbs va in vacanza (Mr. Hobbs Takes a Vacation), regia di Henry Koster (Stati Uniti)
- Ohne Datum, regia di Ottomar Domnick (Germania Ovest)
- Os Cafajestes, regia di Ruy Guerra (Brasile)
- Out of the Tiger's Mouth, regia di Tim Whelan, Jr. (Stati Uniti)
- Pikku Pietarin piha, regia di Jack Witikka (Finlandia)
- La poupée, regia di Jacques Baratier (Francia, Italia)
- La rossa (Die Rote), regia di Helmut Käutner (Germania Ovest, Italia)
- Salvatore Giuliano, regia di Francesco Rosi (Italia)
- La steppa, regia di Alberto Lattuada (Italia, Francia, Jugoslavia)
- Le strane licenze del caporale Dupont (Le Caporal épinglé), regia di Jean Renoir (Francia)
- Ta heria, regia di John G. Contes (Grecia)
- El tejedor de milagros, regia di Francisco del Villar (Messico)
- Tonny, regia di Per Gjersøe e Nils R. Müller (Norvegia)
- Tre individui tanto odio (No Exit), regia di Tad Danielewski (Stati Uniti, Argentina)
- Al zouga talattashar, regia di Fatin Abdel Wahab (Egitto)

### Documentari e cortometraggi
- The Ancestors, regia di André Libik (Nigeria)
- Galapagos - Trauminsel im Pazifik, regia di Heinz Sielmann (Germania Ovest)
- Le grand Magal de Touba, regia di Blaise Senghor (Senegal)
- Nahanni, regia di Donald Wilder (Canada)
- Test for the West: Berlin, regia di Franz Baake (Germania Ovest)
- Venedig, regia di Kurt Steinwendner (Austria)
- De werkelijkheid van Karel Appel, regia di Jan Vrijman (Paesi Bassi)
- Zoo, regia di Bert Haanstra (Paesi Bassi)

## Premi

### Premi della giuria internazionale
- Orso d'oro: Una maniera d'amare di John Schlesinger
- Orso d'argento, gran premio della giuria: I saengmyeong dahadorok di Shin Sang-ok
- Orso d'argento per il miglior regista: Francesco Rosi, per Salvatore Giuliano
- Orso d'argento per la migliore attrice: ex aequo Rita Gam e Viveca Lindfors, per Tre individui tanto odio di Tad Danielewski
- Orso d'argento per il miglior attore: James Stewart, per Mister Hobbs va in vacanza di Henry Koster

### Premi della giuria "Documentari e cortometraggi"
- Orso d'argento, premio speciale (documentari): Galapagos - Trauminsel im Pazifik di Heinz Sielmann
- Orso d'oro per il miglior cortometraggio: De werkelijkheid van Karel Appel di Jan Vrijman
- Orso d'argento (cortometraggi): Le grand Magal de Touba di Blaise Senghor
- Orso d'argento, premio straordinario della giuria (cortometraggi):
Nahanni di Donald Wilder
The Ancestors di André Libik
Venedig di Kurt Steinwendner
Test for the West: Berlin di Franz Baake

### Premi delle giurie indipendenti
- Premio FIPRESCI: Zoo di Bert Haanstra
- Premio OCIC: Come in uno specchio di Ingmar Bergman
- Jugendfilmpreis:
Miglior lungometraggio: Donnez-moi dix hommes désespérés di Pierre Zimmer
Menzione d'onore: Pikku Pietarin piha di Jack Witikka
Miglior documentario: Galapagos - Trauminsel im Pazifik di Heinz Sielmann
Miglior cortometraggio: Zoo di Bert Haanstra